# Gare de Lavoûte-sur-Loire
Gare de Lavoûte-sur-Loire vasútállomás Franciaországban, Lavoûte-sur-Loire településen.

## Vasútvonalak
Az állomást az alábbi vasútvonalak érintik:
- Saint-Georges-d'Aurac-Saint-Étienne-Châteaucreux-vasútvonal

## Kapcsolódó állomások
A vasútállomáshoz az alábbi állomások vannak a legközelebb:
- Gare du Puy-en-Velay
- Gare de Saint-Vincent-le-Château